# زافوكوفيتس
زافوكوفيتس (بالبلغارية: Здравковец)‏ قرية تقع إدارياً ضمن بلدية غابروفو ‏ في بلغاريا. ويبلغ عدد سكانها 61 نسمة حسب تعداد 15 مارس 2015. تعتمد زافوكوفيتس للبريد على الرمز البريدي 5344.